# Tryo
Tryo to francuski zespół muzyki reggae, działający od 1995 roku. W skład zespołu wchodzą Guizmo, Christophe Mali, Manu Eveno, Daniel "Danielito" Bravo i Bibou.

## Dyskografia
CD :
- Mamagubida (1998)
- Faut qu'ils s'activent (2000)
- Grain de sable (2003)
- De bouches à oreilles... (2004)
- Ce Que l'On Seme (2008)
- Ladilafé (2013)

DVD :
- DVD Tryo et les Arrosés: Reggae à coups d'cirque (2002)
- DVD Tryo au Cabaret Sauvage (2005)
- DVD/CD Fête ses 10 ans... (2006)